# Super Mario Maker
Super Mario Maker er et platformspil og et spiludviklingssystem som er udviklet og udgivet af Nintendo til Wii U. 
En udgave af spillet til Nintendo 3DS, kendt som Super Mario Maker for Nintendo 3DS, blev udgivet i december 2016.

## Ekstern henvisning
- Officiel hjemmeside

| computerspil | Spire Denne computerspilsrelaterede artikel er en spire som bør udbygges. Du er velkommen til at hjælpe Wikipedia ved at udvide den. |